# Pseudoglenea densepuncticollis
Pseudoglenea densepuncticollis là một loài bọ cánh cứng trong họ Cerambycidae.